# 국제학
국제학(國際學,International Studies,IS)은 국제 관계( international relations)에 대하여 체계적으로 배우고 연구하는 학문이다.국제학(IS)은 국제학에 대해 교육 및 연구와 동시에 글로벌적 시각을 갖춘 전공자 또는 전문인을 육성하는 대학의 학위 과정 또는 학부를 가리키기도 한다. 종합학문으로 융합학문으로도 용이하다. 이러한 맥락에서 국제학 외에, 한국학,어학,경제학 등 복수전공에 주력하고있는 곳이 많다.

## 커리큘럼
자국의 문화와 언어 그리고 국제통상,국제평화 및 국제안보, 국제적인 개발협력등 문화,정치,경제,교육,법 등 다양하고 융합적인 글로벌학문의 커리큘럼을 가지고있다.

## 같이 보기
- UN
- 국제조세론